# Александър Картвели
Александър Михайлович Картвели (на английски: Alexander Kartveli; на грузински: ალექსანდრე ქართველიშვილი; на руски: Александр Михайлович Картвели) е американски авиоконструктор от грузински произход, създал някои от най-известните американски самолети.
Роден е като Александър Картвелишвили на 9 септември 1896 г. в Тифлис (дн. Тбилиси) (административен център на губерния в Руската империя), в семейството на мирови съдия. През 1914 г. завършва висше военно училище и по време на току-що избухналата Първа световна война служи като офицер от артилерията в Руската армия. По фронтовете на войната Картвели за пръв път вижда самолети и е изключително впечатлен от тях.
След Октомврийската революция и края на войната преминава на служба в армията на вече независима Грузия. Като млад и перспективен офицер през 1919 г. е изпратен във Франция, за да повиши квалификацията си. Там окончателно решава да се посвети на авиацията и постъпва във Висшето авиационно училище. Междувременно през 1921 г. в Грузия е установена съветска власт и Картвели решава да остане като имигрант във Франция. Там завършва и Висшето електротехническо училище.
Работи във Франция като летец-изпитател, но приключва с тази кратка кариера след раняване в изпитателен полет. Назначен е като авиоконструктор във френската фирма Société Industrielle („Индустриално дружество“). В нея участва в разработката на рекордните самолети „Bernard“ и „Ferbois“, същевременно разработвайки личен проект за гигантски многомоторен пътнически самолет за трансатлантически полети по маршрута Париж – Ню Йорк, побиращ 50 – 60 пасажери. През 1927 г. се запознава с американския милионер Чарлз Ливайн, който е изключително заинтересуван от проекта.
Александър Картвели заминава за САЩ. Там е построено мащабно умалено копие на самолета, получил името Uncle Sam (Чичо Сам), със свръхамбициозната задача да прелети разстоянието Ню Йорк – Москва. Самолетът е изпълнен във вариант с 1 двигател, който при това е с намалена мощност и в крайна сметка изобщо не успява да се отлепи от пистата. В резултат сътрудничеството между милионера и авиоконструктора е прекратено, а Картвели постъпва на работа в американския филиал на „Фокер“.
През 1931 г. Александър Картвели се запознава с друг емигрирал заради Октомврийската революция авиоконструктор – руснака Александър Северски, който го кани за главен инженер в новосъздадената си фирма Seversky Aircraft Corporation. Тандемът Северски – Картвели работи до 1939 г. В резултат на сътрудничеството им се появяват няколко много сполучливи машини, сред които хидропланът SEV-3 и изтребителят P-35.
През 1939 г. съветът на директорите на Seversky Aircraft сваля Северски от поста президент на фирмата, а самата фирма е реорганизирана и преименувана на Republic Aviation. На Картвели е предложено мястото на вицепрезидент и главен конструктор в новата фирма. На този пост той работи до 1962 г.
В Republic Картвели окончателно доразвива конструкцията на започнатия със Северски Р-35, разработвайки изтребителя P-47 Thunderbolt, станал най-масово произвеждания американски изтребител през Втората световна война. Следвайки тенденциите в развитието на авиацията, през 1944 г. Картвели започва разработката на реактивен изтребител. Не след дълго се появява Р-84 Thunderjet, приет на въоръжение през 1947 г. вече под обозначението F-84 Thunderjet (през същата година системата за обозначаване на американските самолети е променена и вместо с P (от „Pursuit“ – преследване), изтребителите се обозначават вече с F (от „Fighter“ – борец, боец). Произведени са над 4400 машини F-84.
Изтребителите Thunderjet воюват активно във войната в Корея, но появата там на съветските МиГ-15 със стреловидно крило, налага основно преосмисляне на концепцията. В резултат през 1954 г. се появява изтребителят F-84F Thunderstreak, представляващ дълбока модернизация на F-84 Thunderjet със стреловидно крило. F-84F е добре приет като в САЩ, така и в други страни, оставайки на въоръжение в някои страни от НАТО до началото на 1990-те години. Този самолет е наследен от свръхзвуковия F-105 Thunderchief, чийто прототип прави първия си полет през 1955 г., след 4-годишна разработка. F-105 за известно време става основният изтребител на USAF и като такъв взема активно участие във войната във Виетнам, където участва като самолет за непосредствена авиационна поддръжка в 75 % от операциите на южновиетнамската и американската армии.
Александър Картвели се пенсионира през 1962 г., но още през същата година се връща като консултант в Republic Aviation. След конфликт с ръководството напуска през 1964 г., но след създаването на обединената Fairchild Republic през 1965 г., той се връща на поста си, на който работи до смъртта си на 20 май 1974 г.